# Dave Madden (Saxophonist)
David Hawley „Dave“ Madden (* 12. Mai 1924 in Elkhart, Indiana; † 17. Juni 2006 in San Francisco) war ein US-amerikanischer Jazzmusiker (Tenorsaxophon, auch Baritonsaxophon) der späten Swingära.

## Leben und Wirken
Madden kam mit seiner Familie während der Depressionszeit nach Kalifornien. Mit 15 Jahren begann er als professioneller Musiker bei Horace Henderson zu spielen. Erste Aufnahmen entstanden 1945, als er der Bigband von Stan Kenton angehörte. Ende des Jahrzehnts spielte er weiterhin bei Tom Talbert und Dan Terry. In den frühen 1950er-Jahren besuchte er das Westlake College of Music in Los Angeles. Madden arbeitete dann in den Swingbands von Woody Herman (1954), Bill Holman (1955) Jerry Gray, Charlie Barnet und Rey DeMichel, in den frühen 1960er-Jahren noch mit dem Forrest Westbrook Quintet sowie in den Orchestern von Si Zentner, Frank Capp, Dave Pell und Harry James. Im Bereich des Jazz war er zwischen 1945 und 1964 an 37 Aufnahmesessions beteiligt. im weiteren Verlauf seiner Musikerkarriere spielte Madden 25 Jahre im Harrah’s Casino am Lake Tahoe, wo er gastierende Showgrößen wie Sammy Davis Jr. und Frank Sinatra begleitete. Dort spielte er auch im Count Basie Orchestra. Zuletzt lebte er in Petaluma.
Der Jazzmusiker ist nicht mit dem gleichnamigen Reggae-Trompeter David Madden (* 1943) zu verwechseln.